# Johannes Hiemetsberger
Johannes Hiemetsberger (* 1971 in Kaltenberg, Oberösterreich) ist ein österreichischer Chorleiter und Dirigent. Er ist Gründer und künstlerischer Leiter des Chorus sine nomine sowie des Vokalensembles Company of Music.

## Leben
Johannes Hiemetsberger besuchte das Musikgymnasium Linz der Diözese Linz. Von 1986 bis 1990 studierte er Trompete am Brucknerkonservatorium in Linz bei Josef Eidenberger. 1991 gründete er den Chorus sine nomine. Bis 1996 studierte er Dirigieren, Barocktrompete und Alte Musik am Konservatorium der Stadt Wien, Musikpädagogik und Chorleitung bei Johannes Prinz, Herwig Reiter und Erwin Ortner an der Universität für Musik und darstellende Kunst Wien und Geschichte an der Universität Wien.
Hiemetsberger leitete den Oberösterreichischen Landesjugendchor von 2000 bis 2005. Als künstlerischer Leiter der Vokalwoche Cantata Kaltenberg, des Vokalensembles Company of Music sowie als Leiter des Chors der Wiener Akademie ist er heute auf vielfältige Weise im Konzertleben präsent und arbeitet als Dirigent mit Ensembles wie der Camerata Salzburg, der Wiener Akademie sowie dem Ensemble Tonus zusammen.
Von 1998 bis 2002 war er Lehrer für Chorleitung am Konservatorium für Kirchenmusik der Erzdiözese Wien. An der Universität für Musik und Darstellende Kunst in Wien unterrichtet er Chor- und Ensembleleitung und leitet mehrere Ensembles (Webern Kammerchor 2011–2016, Groove Ensemble 2012–2017, Nrebew Consort seit 2016).
Seit 2008 ist er künstlerischer Leiter des Stimmen Festivals in Freistadt / Oberösterreich und international als Referent von Workshops und Master Classes tätig. (Europa Cantat Festivals in Frankreich und Spanien sowie Workshops in den USA, Taiwan, Philippinen, Finnland, Deutschland und Italien) Außerdem leitete er zwischen Oktober 2010 und Juni 2013 den Jugendchor „Neue Wiener Stimmen“ mit rund 70 Sängerinnen und Sängern, welcher ein Projekt der Jeunesse Österreich darstellt.
Johannes Hiemetsberger musiziert mit seinen Ensembles ein breitgefächertes Repertoire von der Musik der Gegenwart bis zur Renaissance und gastiert regelmäßig im Wiener Konzerthaus, im Wiener Musikverein, bei der Musikalischen Jugend Österreichs (Jeunesse), den Salzburger Festspielen Pfingsten & Barock, der styriarte, dem Internationalen Brucknerfest in Linz sowie dem Festival Wien Modern sowie Milano Musica, dem Ravenna Festival und anderen. 2017 gab er sein Debüt in der Elbphilharmonie Hamburg und der Esplanade Concert Hall in Singapur.

## Auszeichnungen
- 1996 Erwin-Ortner-Preis zur Förderung der Chormusik
- 2000 Ferdinand Grossmann-Preis
- 2011 Bühnenkunstpreis des Landes Oberösterreich Anerkennungspreis